# Formigas de correição
Formigas de correição, formiga-correição, tauoca, tanoca, taoca, sacassaia, saca-saia, murupeteca ou guaju-guaju é a designação comum a cerca de 200 espécies de formigas carnívoras, notórias por organizarem expedições periódicas de milhares de indivíduos. Não constroem colônias e têm um modo de vida em constante movimento. Algumas aves seguem regularmente essas expedições, aproveitando os insetos e outros pequenos animais que tentam escapar do ataque das formigas.
O grupo inclui espécies de diferentes subfamílias e diferentes linhagens filogenéticas que desenvolveram o mesmo comportamento de acordo com os princípios da evolução convergente. O termo formiga-correição, não corresponde, portanto, a nenhum taxon em particular dentro da família das formigas.[carece de fontes?]
Foi observado um comportamento de seguir formigas de correição por certas espécies de aves. Entre um espectro de habitual a raro para uma grande variedade de espécies, de Accipitridae a Tyrannidae . Registrou-se aves seguidoras das colunas de caça de formigas de correição tanto dentro da mata como na borda. Dentro da mata, as colunas eram seguidas principalmente por espécies de Dendrocolaptidae e Thamnophilidae, aves que também ficavam próximas da borda, porém ao abrigo da vegetação. Quando as colunas de formigas passavam principalmente por uma área aberta, atraíam a atenção de espécies de Accipitridae, Cuculidae e Parulidae, além de Thraupidae que forrageavam fora da mata ou na sua borda.

## Subfamílias e gêneros
- Subfamília Ponerinae
  - Leptogenys (algumas espécies)
  - Onychomyrmex
  - Simopelta
  - Pheidolegeton
- Subfamília Leptanilloidinae
  - Asphinctanilloides
  - Leptanilloides
- Subfamília Leptanillinae
  - Anomalomyrma
  - Leptanilla
  - Phaulomyrma
  - Protanilla
  - Yavnella
- Subfamília Ecitoninae
  - Aenictus
  - Cheliomyrmex (marabuntas)
  - Dorylus
  - Eciton
  - Labidus
  - Neivamyrmex
  - Nomamyrmex